# Di Arbeter Shtime
Di Arbeter Shtime (La voie du travailleur) est un journal révolutionnaire juif, qui parait clandestinement, en yiddish, dans l'Empire russe à la fin du XIXe siècle et au début du XXe. C'est l'organe central du Bund.

## Une publication clandestine très diffusée
Bien que fabriqué dans la clandestinité et avec les difficultés particulières dues à l'impression du yiddish en caractères hébraïque, Di Arbeter Shtime est l'organe clandestin de l'Empire russe le plus diffusé et sur la plus longue période : plus de 40 livraisons entre 1897 et 1905.
De la fondation du Bund (1897) à 1900, vingt numéros de Di Arbeter Shtime sont publiés, principalement à Vilna. Le tirage est de 800 exemplaires en 1897, mais progresse ensuite passant à 3 000 exemplaires et même 5 000 en 1900. 
En 1901, comme il fête son jubilé, l'Arbeter shtime publie des messages de félicitations des grands noms de la social-démocratie européenne : Jules Guesde, Édouard Vaillant, August Bebel et Karl Kautsky.
La qualité du journal est telle que, selon Franz Kursky, des militants non juifs apprennent le yiddish pour pouvoir bénéficier des informations qu'il diffuse.